# 瓜塔帕拉
瓜塔帕拉是巴西圣保罗州的一个市镇。总面积412.637平方公里，总人口6791人，人口密度16.5人/平方公里。